# 三角波 (波形)

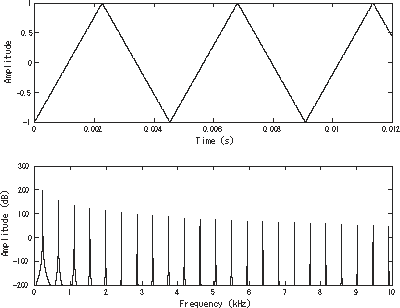
帯域制限のある三角波を時間領域（上）と周波数領域（下）で表したもの。基本周波数は220Hz（A2）

倍音を徐々に追加して三角波を形成するアニメーション

三角波（さんかくは、英語：triangle wave）とは、非正弦波的かつ基本的な波形の一種で、波形の見た目が三角形になっているそれ（波形）のことである。
矩形波と同様、三角波は半波対称であるため奇数倍音のみを含む。しかし矩形波に比べて高い倍音成分は小さくなる（成分振幅が倍音の次数の逆数の自乗に比例する）。そのため、矩形波よりも穏やかな音色で正弦波により近い。回路で生成した三角波をローパスフィルタに通すことで正弦波を得るシンセサイザーもあった。
基本周波数に奇数倍音を加えていくことで三角波の近似を得られる。4n−1番目の倍音に−1をかけるか (2m±1)π または (2n±1)π によって位相をずらし、基本周波数からの相対周波数の自乗の逆数で振幅を小さくすればよい。
三角波に収束する無限フーリエ級数を以下に示す。
{\displaystyle x_{\mathrm {triangle} }(t)={\frac {8}{\pi ^{2}}}\sum _{k=1}^{\infty }\sin \left({\frac {k\pi }{2}}\right){\frac {\sin(kt)}{k^{2}}}={\frac {8}{\pi }}(\sin(t)-{\frac {1}{3^{2}}}\sin(3t)+{\frac {1}{5^{2}}}\sin(5t)-...)}